# 泰安州
泰安州（たいあんしゅう）は、中国にかつて存在した州。現在の山東省泰安市一帯に設置された。
金代に初めて設置され、モンゴル帝国および大元ウルスの時代にはマングト部クイルダル郡王家の投下領とされていた。

## 金代
金代の1182年（大定22年）、泰安軍を昇格する形で初めて泰安州が設置された。金代の戸籍数は31,435戸であった。

## 元代

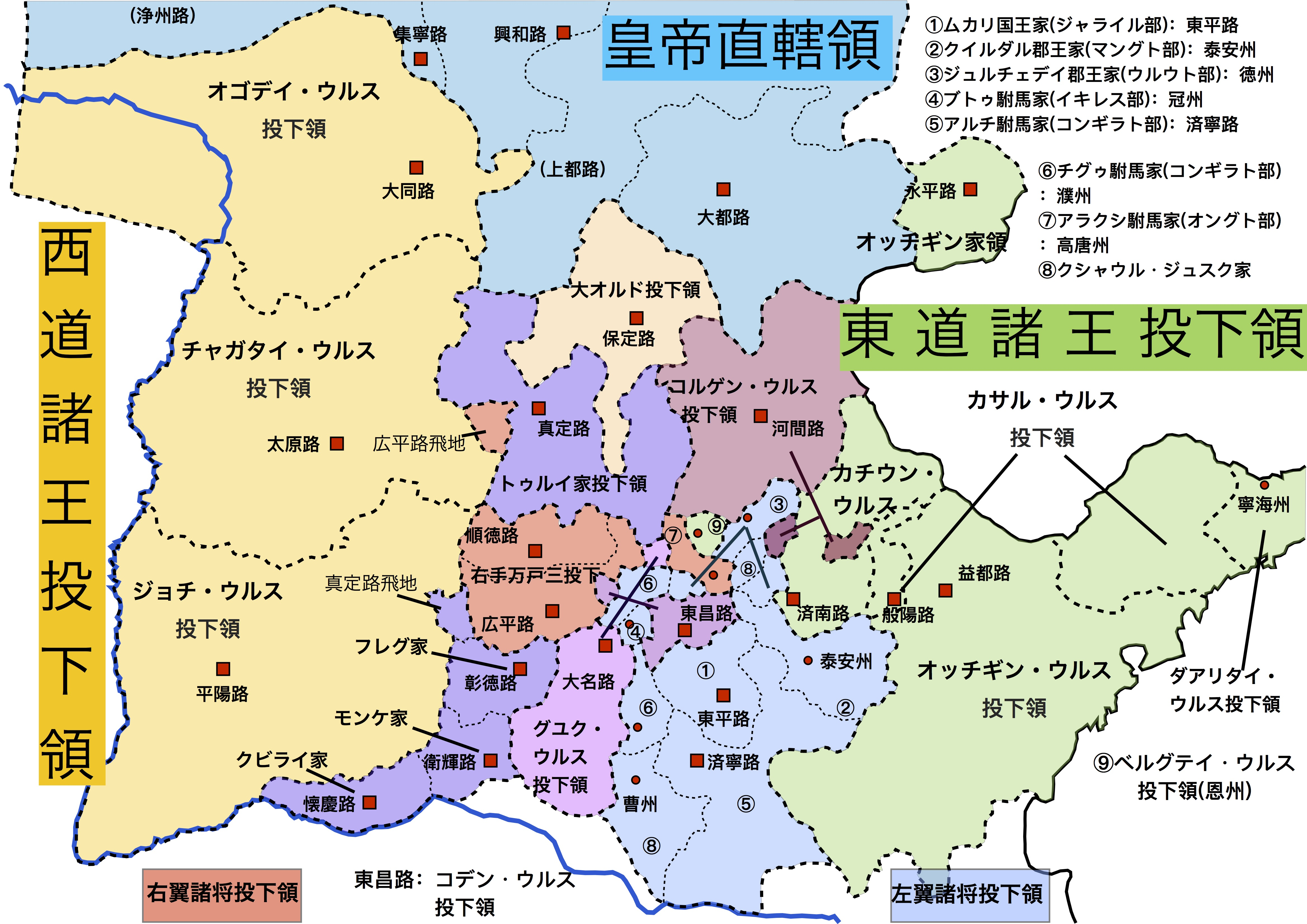
モンゴル時代の華北投下領。泰安州は中央右よりに位置する。

1236年、オゴデイは華北の諸路を諸王・勲臣に分配した（丙申年分撥）が、この時泰安州を含む東平路一帯は「十投下（ジャライル部の国王ムカリ家当主と郡王タイスン家当主、コンギラト部のアルチ家当主とチグゥ家当主、マングト部当主、ウルウト部当主、イキレス部当主、オングト部当主、クシャウルとジュスク兄弟の総称）」の投下領として分配され、この時のマングト部当主であったモンケ・カルジャ（蒙古寒札）は泰安州を投下領として得た。
1268年（至元5年）には東平路から分離して、中書省（腹裏）に直属する州とされた。同時期にはジュルチェデイ郡王家の徳州、ブトゥ駙馬家の冠州、チグゥ駙馬家の濮州、アラクシ駙馬家の高唐州、クシャウル/ジュスク家の曹州も同様の措置を受けて中書省直属の州となっているが、これは投下領を「路」に準じる「州」として扱う、建国の功臣を始祖とする有力貴族への特別措置であった。

### 管轄県（元代）
泰安州には4県が設置されていた。
- 奉符県
- 長清県
- 萊蕪県
- 新泰県[7]

## 明代以降
1369年（洪武2年）、明により奉符県は廃止され、泰安州に編入された。泰安州は済南府に属し、新泰・萊蕪の2県を管轄した。
1735年（雍正13年）、清により泰安州が泰安府に昇格した。泰安府は山東省に属し、泰安・肥城・新泰・萊蕪・東阿・平陰・東平州の1州6県を管轄した。
1913年、中華民国により泰安府は廃止された。